# Sam Brownback
Samuel Dale ”Sam” Brownback, född 12 september 1956 i Garnett i Kansas, är en amerikansk jurist och republikansk politiker. Han var guvernör i Kansas från 2011 till 2018.
Brownback var ledamot av USA:s senat från delstaten Kansas från 1996 till 2011. Han var ledamot av USA:s representanthus 1995–1996. Brownback kandiderade i presidentvalet i USA 2008. Den 19 oktober 2007 återtog han dock sin kandidatur på grund av lågt stöd och brist på pengar för att finansiera kampanjen; han stödde därefter John McCain. Brownback tillkännagav att han inte tänkte ställa upp för omval 2010 och förväntades kandidera till guvernör i Kansas.

## Privatliv
Brownback är gift med Mary Brownback, de har fem barn. Han är uppvuxen som metodist, men konverterade 2002 till katolicismen.